# Cerro Porteño Presidente Franco
Club Cerro Porteño de Presidente Franco – paragwajski klub piłkarski z siedzibą w mieście Presidente Franco.

## Osiągnięcia
Zwycięzca Unión del Fútbol del Interior: 2002

## Historia
Klub założony został 10 grudnia 1967 roku. Po wygraniu turnieju dla drużyn z prowincji zwanego Unión del Fútbol del Interior w roku 2002 klub zadebiutował w 2003 roku w drugiej lidze paragwajskiej (Segunda división paraguaya), w której gra do dziś. W tym samym roku 2003 oddany został do użytku stadion klubu Estadio Cerro Porteño.